# لئوناردو فابیو
لئوناردو فابیو (اسپانیایی: Leonardo Favio‎؛ تلفظ اسپانیایی: [leoˈnaɾðo ˈfaβjo]؛ ۲۸ مهٔ ۱۹۳۸ – ۵ نوامبر ۲۰۱۲) یک موسیقی‌دان، هنرپیشه، خواننده، کارگردان فیلم، فیلم‌نامه‌نویس اهل آرژانتین بود. وی بین سال‌های ۱۹۵۸ تا ۲۰۱۲ میلادی فعالیت می‌کرد.
او را یکی از بهترین کارگردانان آرژانتین می‌دانند و همچنین یکی از چهره‌های فرهنگی ماندگار و از ترانه‌سرایان و خوانندگان محبوب سرتاسر آمریکای لاتین بود.